# Sadaejuui
Sadaejuui (wörtlich: Dem-Großen-Dienen-ismus; 사대주의, 事大主義, chinesisch 事大主義 / 事大主义, Pinyin Shìdàzhǔyì) ist ein koreanischer politischer Begriff der sich im 20. Jahrhundert entwickelt hat und größtenteils in Nordkorea verwendet wird.

## Begriff
Der Begriff stammt vom chinesischen Philosophen Mencius und wurde historisch dafür verwendet, die Nähe und Verbundenheit Koreas zur Chinesischen Kultur zu beschreiben. Im Kontext des koreanischen Nationalismus wird er jedoch umgedeutet zur pejorativen Beschreibung der Unterwürfigkeit Koreas gegenüber China und Japan, aber auch kolonialen Akteuren wie Russland und die USA. Die Gegenthese dazu bildet Juche, welche zur Staatsideologie Nordkoreas erhoben wurde.